# Les oiseaux de passage (entreprise)
Les oiseaux de passage est une plateforme coopérative de voyage. Elle permet à des voyageurs de rencontrer dans leur destination de voyage des communautés d'hospitalité issues du tourisme social, de l'économie sociale et solidaire (ESS) et des droits culturels. La coopérative développe une plateforme pour un voyage d'humain à humain,.

## Histoire
Les oiseaux de passage est une société coopérative d'intérêt collectif à responsabilité limitée (SCIC-SARL) fondée en 2016 à Poitiers par la coopérative d'habitants Hôtel du Nord, l'association pour un commerce équitable Minga, l'agence de tourisme social Ekitour et le tiers-lieu coopératif Point Carré. La société développe une plateforme numérique de voyage pour mettre en relation des voyageurs et des communautés d'hospitalité issues du tourisme social, du tourisme communautaire, de l'écotourisme, de l'ESS et des droits culturels,,,. 
En novembre 2019, la coopérative obtient le prix national Coup de cœur de l'ESS  dans le cadre du mois de l'ESS organisé par ESS France.

## Engagements européens
La société s'associe en octobre 2020 à des agences de voyage en Europe pour proposer dans le cadre du plan de relance européen de 2020 un manifeste pour un tourisme durable en Europe. Elle présente ce manifeste au Parlement européen à l'invitation de la députée européenne Karima Delli, présidente de la commission transport. 
La coopérative est membre depuis 2016 du réseau européen de la convention de Faro qui collabore avec le conseil de l'Europe à l'interprétation et l'application de la convention cadre sur la valeur du patrimoine culturel pour la société,. 

## Recherche et développement
La coopérative est une jeune entreprise innovante. Elle mène des travaux de recherche et développement sur des enjeux d'accessibilité aux vacances pour tous, de droit au patrimoine culturel, de dé-numérisation et de transition écologique,,,. Elle développe dans le cadre de ses travaux de recherche en lien avec les universités de Poitiers, Paris, Padou et Huelva une approche critique du dispositif touristique et de la définition de la catégorie touriste. 
La coopérative participe au programme de recherche sur les plateformes coopératives There are platforms as alternatives (TAPAS), entreprises plateformes et communs numériques : modèles économiques et formes de travail - piloté par l’université de Paris,. 
La coopérative fait partie des 75 volontaires pour les droits culturels à s'être mobilisé de septembre 2017 à avril 2018 en région Nouvelle-Aquitaine pour travailler sur l’adaptation des textes majeurs des droits culturels dans leurs pratiques quotidiennes.